# لیکی ۷۹۵۸
سیارک ۷۹۵۸ (به انگلیسی: 7958 Leakey، نامگذاری:1994LE3) هفت هزار و نهصد و پنجاه و هشتمین سیارک کشف شده‌است که در ۵ ژوئن ۱۹۹۴ کشف شد.
قدر مطلق سیارک برابر ۱۳٫۸۰ است.